# Kalleh Gerd
Kalleh Gerd (persiska: کله گرد) är en ort i Iran.   Den ligger i provinsen Östazarbaijan, i den nordvästra delen av landet, 400 km nordväst om huvudstaden Teheran. Kalleh Gerd ligger 1 789 meter över havet och antalet invånare är 513.
Terrängen runt Kalleh Gerd är kuperad norrut, men söderut är den platt. Runt Kalleh Gerd är det ganska glesbefolkat, med 39 invånare per kvadratkilometer. Närmaste större samhälle är Hashtrūd, 11,0 km väster om Kalleh Gerd. Trakten runt Kalleh Gerd består i huvudsak av gräsmarker.